# Stoumont
Stoumont, en kommun i Liège i Vallonien i södra Belgien. Den har 3 006 invånare (2006).

## Externa länkar

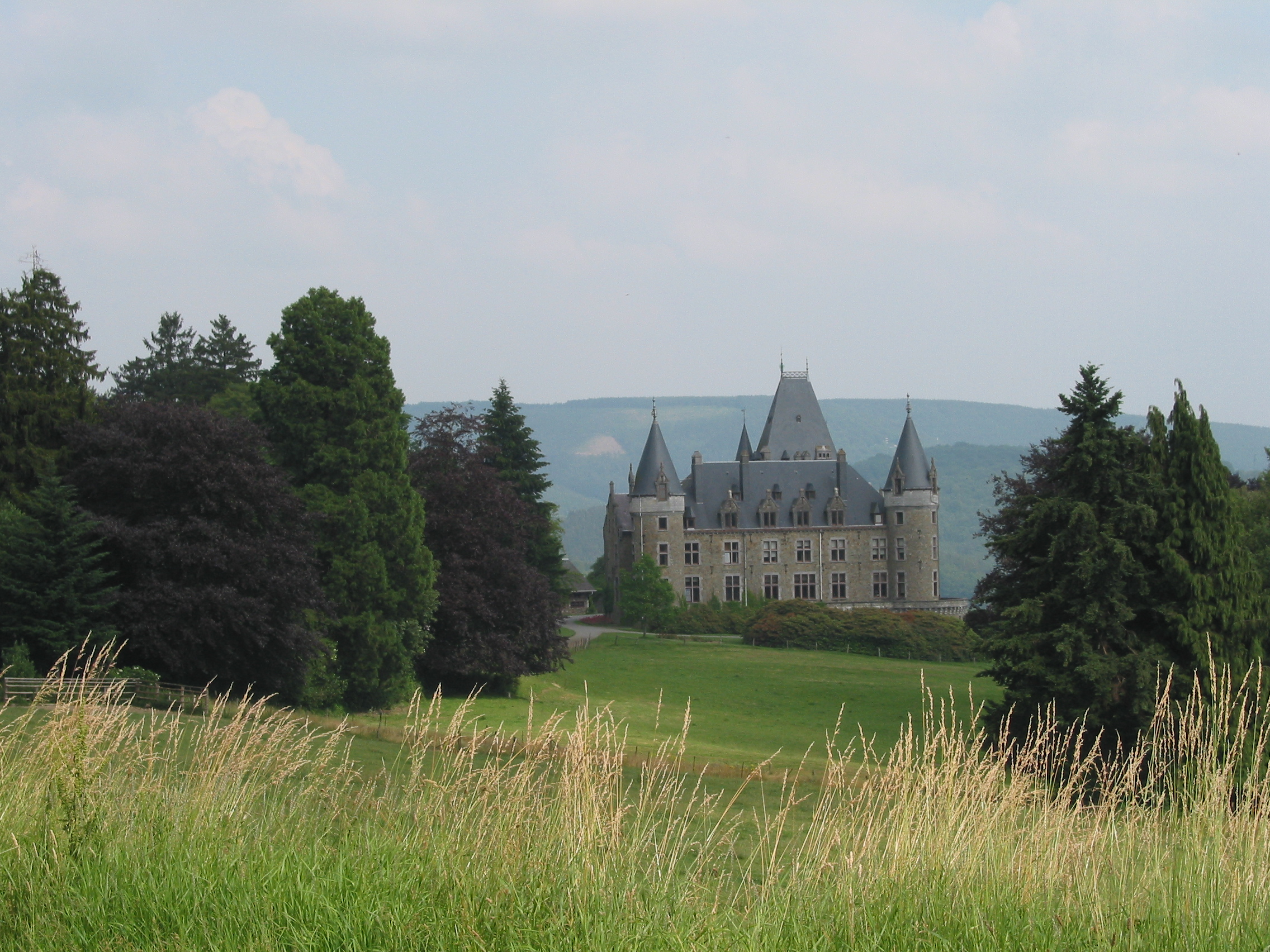
Slottet Froidcourt i Stoumont.